# Танзамське шосе
Танзамське шосе — веде від Лусаки в Замбії до Дар-ес-Салама в Танзанії. Магістраль була побудована з 1968 по 1973 рік у кілька етапів і мала на меті забезпечити доступ до морського порту для Замбії та розширити транспортні можливості для Замбії, Малаві та тодішнього Заїру (нині Демократична Республіка Конго).

## Опис
Шосе Танзам близько 2400 км, заасфальтований. Дорога веде переважно через дуже гірську місцевість на висоту понад 2000 м. Він починається в Дар-ес-Саламі, найбільшому місті Танзанії, і проходить через регіони Кост, Морогоро, Ірінга, Нджомбе, Мбея і Сонгве. Шосе перетинає національний парк Мікумі між Морогоро та Ірінга. Весь замбійський відрізок маршруту називається Great North Road і позначається T2; в Танзанії він має маркування T1.
В околицях Ірінга шосе проходить повз місце битви біля Ілула-Лугало, де встановлено пам’ятник на честь поразки німецьких колоніальних військ на Хехе 17 серпня 1891 року.
У Замбії Велика північна дорога перетинає райони Капірі Мпоші та Наконде. Відстань між Наконде та Капірі Мпоші становить приблизно 832 км.
У Танзанії шосе Танзам з'єднується з чотирма основними маршрутами:
- у Шалінзе, головній дорозі до Танги та Кіліманджаро, Аруші та Найробі
- у Морогоро, дорога до Додоми на заході, потім до Сінгіди, Табори, Мпанди, Шиньянги, Баріаді, Гейти, Мванзи, Мусоми, Букоби та Кігоми
- в Макамбако є дорога до Сонгеа, що веде до Мтвара
- Уйоле/Мбея знаходиться на дорозі до Малаві через Тукую, Рунгве та Касумулу, Кіела.

На захід від Макамбако Танзам часто пролягає вздовж залізниці TAZARA.
Ця дорога є головною сполучною ланкою між Східною та Південною Африкою.

## Значимість
Під час епохи апартеїду в Південно-Африканській Республіці та громадянських воєн в Анголі та Мозамбіку ця магістраль разом із залізницею TAZARA забезпечувала єдиний безпечний доступ Замбії до морського порту (Дар-ес-Салам), що було необхідною умовою для виживання замбійської економіки. 